# Frauen-Rugby-Union-Weltmeisterschaft 2025
Die Frauen-Rugby-Union-Weltmeisterschaft 2025 (englisch 2025 Women’s Rugby World Cup) findet vom 22. August bis zum 27. September 2025 in England statt. Es ist die zehnte Weltmeisterschaft im vierjährlichen Turnierzyklus und die achte, die vom Weltverband World Rugby organisiert wird.
16 Rugby-Union-Nationalmannschaften nehmen an der Frauen-Rugby-Union-Weltmeisterschaft 2025 teil: Australien, Brasilien, England, Fidschi, Frankreich, Irland, Italien, Japan, Kanada, Neuseeland, Samoa, Schottland, Spanien, Südafrika, die Vereinigten Staaten und Wales. Während der Rugby-Union-Weltmeisterschaft 2025 werden 32 Spiele absolviert, darunter 24 in der Vorrunde und acht in der Finalrunde, einschließlich des Finales. Die Mannschaften werden in vier Gruppen zu je vier Teams eingeteilt, wobei jedes einmal gegen die anderen der Gruppe antritt. Die beiden besten Mannschaften jeder Gruppe erreichen hiernach das Viertelfinale.

## Vergabe
World Rugby setzte sich zum Ziel, die Bewerbungen für die Männer-Weltmeisterschaften 2027 und 2031 sowie die Bewerbungen für die Frauenturniere 2025 und 2029 bis Mai 2022 vergeben zu können. Der Prozess der Gespräche mit potenziellen Bewerbern begann im Februar 2021, das formale Bewerbungsverfahren begann drei Monate später. Die Finalisten wurden im Februar 2022 bewertet.
Die Rugby Football Union bekundete ihr Interesse für das Turnier 2025 im Oktober 2021. Einen Monat später erklärte World Rugby England zum bevorzugten Kandidaten. Am 12. Mai 2022 vergab World Rugby offiziell die Turniere zwischen 2025 und 2033, wobei die Frauen-WM 2025 an England vergeben wurde, Australien die Weltmeisterschaft 2027 und Frauen-Weltmeisterschaft 2029 zugesprochen erhielt und die Vereinigten Staaten zum Ausrichter der Weltmeisterschaft 2031 sowie der Frauen-Weltmeisterschaft 2033 ernannt wurden.

## Qualifikation

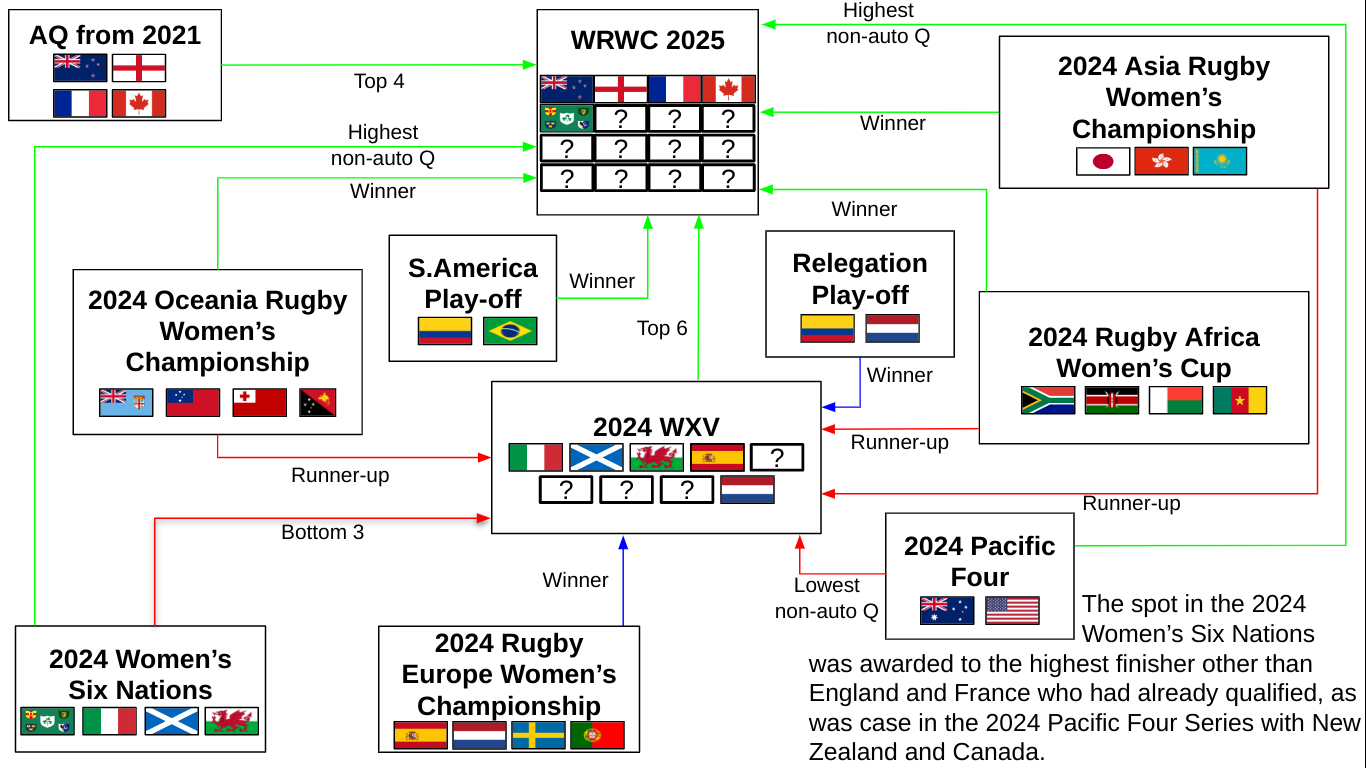
Grafik zur Qualifikation für die Weltmeisterschaft 2025

16 Nationalmannschaften nehmen an der Frauen-Rugby-Union-Weltmeisterschaft 2025 teil. Der Gastgeber England und die vier besten Mannschaften der vorhergehenden Weltmeisterschaft 2021 qualifizierten sich automatisch für das Turnier 2025. Diese waren England, Frankreich, Kanada und Neuseeland. Sechs der verbleibenden zwölf Plätze wurden bei den Six Nations 2024, Pacific Four Series 2024 und regionale Qualifikationen in Afrika, Asien, Ozeanien und Südamerika ausgespielt, während die verbleibenden sechs Plätze in der WXV 2024 vergeben wurden.
Am 27. April 2024 qualifizierte sich Irland für seine achte Turnierteilnahme, nachdem es Schottland in der letzten Runde der Six Nations besiegt hatte. Einen Monat später sicherte sich Südafrika seine fünfte Turnierteilnahme nach einem Sieg über Madagaskar in der letzten Runde der Afrikameisterschaft 2024. Im selben Monat erreichten die Vereinigten Staaten ihre zehnte Turnierteilnahme, nachdem Neuseeland Australien im letzten Spiel der Pacific Four Series 2024 geschlagen hatte. Kurz darauf qualifizierte sich Japan für sein siebentes Turnier mit einem Sieg über Kasachstan im zweiten Spiel der Asia Rugby Women’s Championship 2025. Im Juni 2024 qualifizierte sich Fidschi als Ozeanien 1 als Sieger der Oceania Rugby Women’s Championship 2024. Zum Monatsende qualifizierte sich Brasilien nach einem Sieg über Kolumbien in der südamerikanischen Qualifikation, womit sie das erste südamerikanische Team wurden, das sich für die Weltmeisterschaft qualifizieren konnte. Damit wird erstmals in der Turniergeschichte jeder Kontinent durch jeweils eine Nationalmannschaft vertreten sein.
In der WXV 2 2024 qualifizierten sich Australien, Italien, Schottland und Wales für das Turnier. Samoa und Spanien qualifizierten sich als die beiden besten Teams der WXV 3 2024.
Die Six Nations England, Frankreich, Irland, Italien, Schottland und Wales nehmen erstmals seit 2002 wieder gemeinsam an einer Weltmeisterschaft teil.

Teilnehmende Länder der Frauen-Rugby-Union-Weltmeisterschaft 2025:
Gastgeber
Qualifiziert als Top-Vier 2021
Qualifikation
In der Qualifikation gescheitert
Keine Teilnahme

| Land               | Qualifikationsgrundlage  | WM-Teilnahme | Letztmalige WM-Teilnahme | Bestes Ergebnis                                    | Gruppe |
| ------------------ | ------------------------ | ------------ | ------------------------ | -------------------------------------------------- | ------ |
| England            | Gastgeber                | Zehnte       | 2021                     | Weltmeister (1994, 2014)                           | A      |
| Frankreich         | Automatisch              | Zehnte       | 2021                     | Dritter (1991, 1994, 2002, 2006, 2014, 2017, 2021) | D      |
| Kanada             | Automatisch              | Zehnte       | 2021                     | Zweiter (2014)                                     | B      |
| Neuseeland         | Automatisch              | Neunte       | 2021                     | Weltmeister (1998, 2002, 2006, 2010, 2017, 2021)   | C      |
| Australien         | WXV 2 2024 (1.)          | Achte        | 2021                     | Dritter (2010)                                     | A      |
| Brasilien          | Amerika 1                | Erste        | –                        | Debüt                                              | D      |
| Fidschi            | Ozeanien 1               | Zweite       | 2021                     | Neunter (2021)                                     | B      |
| Irland             | Europa 1                 | Achte        | 2017                     | Vierter (2014)                                     | C      |
| Italien            | WXV 2 2024 (3.)          | Sechste      | 2021                     | Fünfter (2021)                                     | D      |
| Japan              | Asien 1                  | Sechste      | 2021                     | Achter (1994)                                      | C      |
| Samoa              | WXV 3 2024 (2.)          | Vierte       | 2014                     | Neunter (2002)                                     | A      |
| Schottland         | WXV 2 2024 (2.)          | Siebente     | 2021                     | Fünfter (1994)                                     | B      |
| Spanien            | WXV 2024 3 (1.)          | Siebente     | 2017                     | Sechster (1991)                                    | C      |
| Südafrika          | Afrika 1                 | Fünfte       | 2021                     | Zehnter (2010, 2014)                               | D      |
| Vereinigte Staaten | Pacific Four Series 2024 | Zehnte       | 2021                     | Weltmeister (1991)                                 | A      |
| Wales              | WXV 2 2024 (5.)          | Neunte       | 2021                     | Vierter (1994)                                     | B      |

## Austragungsorte
Im August 2023 wurden acht Stadien für das Turnier bestätigt.
Im Dezember 2023 wurde angekündigt, das der Gastgeber England im Eröffnungsspiel im Stadium of Light in Sunderland spielen und dass das Finale im Londoner Twickenham Stadium ausgetragen wird. In Juni 2024 bestätigte World Rugby, das die Viertelfinals in Sandy Park und Ashton Gate ausgetragen werden, während beide Halbfinals im Ashton Gate gespielt werden.
| Twickenham |

| Stadium of Light |

| Ashton Gate |

| Brighton & Hove Albion Stadium |

| Sandy Park |

| Franklin’s Gardens |

| Salford Community Stadium |

| York Community Stadium |

| Twickenham |

| Stadium of Light |

| Ashton Gate |

| Brighton & Hove Albion Stadium |

| Sandy Park |

| Franklin’s Gardens |

| Salford Community Stadium |

| York Community Stadium |

## Format
Die Frauen-Rugby-Union-Weltmeisterschaft 2025 wird über 37 Tage zwischen 16 verschiedenen Mannschaften über 32 Spiele ausgetragen. Sie beginnt am 22. August 2025 im Stadium of Light in Sunderland mit dem Eröffnungsspiel zwischen dem Gastgeber England und den Vereinigten Staaten. Das Turnier endet am 27. September im Londoner Twickenham Stadium mit dem Finale, wobei der Sieger die Trophäe gewinnt.

### Spielplan
Die nachfolgende Tabelle zeigt das tägliche Programm der Frauen-Rugby-Union-Weltmeisterschaft 2025. Dabei steht ein violettes Kästchen für Vorrundenspiele, ein grünes Kästchen für Finalrundenspiele, ein blaues Kästchen für das Spiel um Platz 3 und ein gelbes Kästchen für das Finale.
| Gruppenphase August/September | Fr. 22. | Sa. 23. | So. 24. | Mo. 25. | Di. 26. | Mi. 27. | Do. 28. | Fr. 29. | Sa. 30. | So. 31. | Mo. 1.  | Di. 2.  | Mi. 3.  | Do. 4.  | Fr. 5.  | Sa. 6.  | So. 7.  | Mo. 8.  | Di. 9.  |
| ----------------------------- | ------- | ------- | ------- | ------- | ------- | ------- | ------- | ------- | ------- | ------- | ------- | ------- | ------- | ------- | ------- | ------- | ------- | ------- | ------- |
| Gruppe A                      | 1       | 1       |         |         |         |         |         |         | 2       |         |         |         |         |         |         | 2       |         |         |         |
| Gruppe B                      |         | 2       |         |         |         |         |         |         | 2       |         |         |         |         |         |         | 2       |         |         |         |
| Gruppe C                      |         |         | 2       |         |         |         |         |         |         | 2       |         |         |         |         |         |         | 2       |         |         |
| Gruppe D                      |         | 1       | 1       |         |         |         |         |         |         | 2       |         |         |         |         |         |         | 2       |         |         |
| Finalrunde September          | Mi. 10. | Do. 11. | Fr. 12. | Sa. 13. | So. 14. | Mo. 15. | Di. 16. | Mi. 17. | Do. 18. | Fr. 19. | Sa. 20. | So. 21. | Mo. 22. | Di. 23. | Mi. 24. | Do. 25. | Fr. 26. | Sa. 27. | Sa. 27. |
| Finalrunde                    |         |         |         | 2       | 2       |         |         |         |         | 1       | 1       |         |         |         |         |         |         | 1       | 1       |

| Farblegende      |
| Gruppenspiele    |
| Finalrunde       |
| Spiel um Platz 3 |
| Finale           |

### Auslosung
Die Vorrunde, bzw. Gruppenphase, umfasst 16 Nationalmannschaften, die in vier Gruppen zu je vier Teams eingeteilt wurden. Am 17. Oktober 2024 wurden im London Broadcasting House die Gruppen der Weltmeisterschaft ausgelost. Ausschlaggebend für die vier Töpfe zum Zeitpunkt die Platzierung in der World-Rugby-Weltrangliste am 14. Oktober 2024.
- Topf 1: Die vier besten gesetzten Teams
- Topf 2: Die vier nächstbesten gesetzten Teams
- Topf 3: Die vier drittbesten gesetzten Teams
- Topf 4: Die vier letztplatzierten gesetzten Teams

Für die Auslosung am 17. Oktober 2024 ergaben sich die folgenden Töpfe (in Klammern der jeweilige World Rugby-Rang vor der Auslosung):
| Topf 1                                                       | Topf 2                                                       | Topf 3                                                              | Topf 4                                                      |
| ------------------------------------------------------------ | ------------------------------------------------------------ | ------------------------------------------------------------------- | ----------------------------------------------------------- |
| - England (1) - Kanada (2) - Neuseeland (3) - Frankreich (4) | - Australien (5) - Irland (6) - Schottland (7) - Italien (8) | - Vereinigte Staaten (9) - Wales (10) - Japan (11) - Südafrika (12) | - Spanien (13) - Samoa (15) - Fidschi (17) - Brasilien (42) |

Nach der Auslosung am 17. Oktober 2024 ergaben sich die folgenden Gruppen:
| Gruppe A                                    | Gruppe B                        | Gruppe C                        | Gruppe D                               |
| ------------------------------------------- | ------------------------------- | ------------------------------- | -------------------------------------- |
| Australien England Samoa Vereinigte Staaten | Fidschi Kanada Schottland Wales | Irland Japan Neuseeland Spanien | Brasilien Frankreich Italien Südafrika |

### Vorrunde
Die zehnte Frauen-Rugby-Union-Weltmeisterschaft wird zwischen 16 Nationalmannschaften ausgespielt. Die 16 teilnehmenden Mannschaften wurden für die Vorrunde in vier Gruppen zu je vier Mannschaften eingeteilt; jede Mannschaft bestreitet ein Spiel gegen jede andere Mannschaft in derselben Gruppe, demzufolge absolviert jedes Team drei Spiele in der Vorrunde.
Die Punkteverteilung in der Vorrunde erfolgt nach folgendem System:
- 4 Punkte bei einem Sieg
- 2 Punkte bei einem Unentschieden
- 0 Punkte bei einer Niederlage (vor möglichen Bonuspunkten)
- 1 Bonuspunkt für vier oder mehr Versuche, unabhängig vom Endstand
- 1 Bonuspunkt bei einer Niederlage mit sieben oder weniger Spielpunkten Unterschied

Am Ende der Vorrunde werden die Mannschaften, basierend auf den gesammelten Spielpunkten, vom ersten bis zum vierten Platz eingestuft, wobei die beiden besten Mannschaften jeder Gruppe das Viertelfinale erreichen.

### Finalrunde
Ab dieser Phase nimmt das Turnier ein K.-o.-System an bestehend aus acht Spielen: vier Viertelfinals, zwei Halbfinals, ein Spiel um Platz 3 und das Finale.
Die Gruppenersten und -zweiten erreichen jeweils die Finalrunde. Dabei treffen die Gruppenersten im Viertelfinale auf die Gruppenzweiten der anderen Gruppe, beispielsweise trifft der Erste der Gruppe A auf den Zweiten der Gruppe B und der Erste der Gruppe B auf den Zweiten der Gruppe A. Teams aus derselben Gruppe können erst wieder im Spiel um Platz 3 oder dem Finale aufeinandertreffen.
Die Finalrunde beginnt mit den Viertelfinalspielen. Jedes Spiel muss zwingend mit einem Sieg enden. Steht es in einer Begegnung nach der regulären Spielzeit von 80 Minuten unentschieden, folgt eine Verlängerung von 2 × 10 Minuten. Ist noch immer kein Sieger ermittelt, gibt es eine weitere Verlängerung von zehn Minuten Dauer mit Sudden Death. Wenn auch nach insgesamt 110 Minuten immer noch kein Sieger feststeht, wird der Sieger in einem Platztrittschießen zu den Torstangen bestimmt.

### Einfluss auf die WM-Qualifikation 2029
Die acht besten Mannschaften des Turnieres qualifizieren sich direkt für die darauf folgende Weltmeisterschaft 2029 in Australien.

## Sponsoring
| Offizielle Partner      | Arthur J. Gallagher & Co., Asahi Breweries, Capgemini, Defender und Mastercard                                                                            |
| Offizielle Ausrüster    | ChildFund Rugby, HSBC, Mitsubishi Electric und O2 |
| Offizielle Unterstützer | Aggreko, Allwyn Entertainment, Gilbert, Kettle Foods, Macron, Ocean Outdoor, Perform Better, Ticketmaster, Unilever, Volvic und Wilkinson Sword Intuition |

## Beteiligte

### Offizielle
Am 15. Mai 2025 gab der Weltverband die Namen der Offiziellen bekannt. Insgesamt wurden zehn Schiedsrichterinnen, sechs Assistentinnen und sechs Video-Schiedsrichter bestimmt.
| Land                          | Name                 |
| ----------------------------- | -------------------- |
| South African Rugby Union     | Aimee Barrett-Theron |
| New Zealand Rugby             | Maggie Cogger-Orr    |
| Rugby Football Union          | Sara Cox             |
| Scottish Rugby Union          | Hollie Davidson      |
| Rugby Australia               | Ella Goldsmith       |
| New Zealand Rugby             | Natarsha Ganley      |
| Fédération française de rugby | Aurélie Groizeleau   |
| Federazione Italiana Rugby    | Lauren Jenner        |
| Federazione Italiana Rugby    | Clara Munarini       |
| USA Rugby                     | Kat Roche            |

| Land                          | Name                |
| ----------------------------- | ------------------- |
| Federação Portuguesa de Rugby | Maria Heitor        |
| Rugby Australia               | Jess Ling           |
| USA Rugby                     | Amelia Luciano      |
| Zimbabwe Rugby Union          | Precious Pazani     |
| Welsh Rugby Union             | Amber Stamp-Dunstan |
| Rugby Football Union          | Holly Wood          |

| Land                       | Name             |
| -------------------------- | ---------------- |
| Irish Rugby Football Union | Leo Colgan       |
| Rugby Australia            | Rachel Horton    |
| South African Rugby Union  | Quinton Immelman |
| Federazione Italiana Rugby | Matteo Liperini  |
| Scottish Rugby Union       | Andrew McMenemy  |
| Rugby Football Union       | Ian Tempest      |

## Vorrunde

### Gruppe A
|    | Land               | Spiele | Siege | Unent. | Ndlg. | Spiel- punkte | Diff. | Bonus- punkte | Punkte |
| -- | ------------------ | ------ | ----- | ------ | ----- | ------------- | ----- | ------------- | ------ |
| 1. | Australien         | 0      | 0     | 0      | 0     | 0             | 0     | 0             | 0      |
| 2. | England            | 0      | 0     | 0      | 0     | 0             | 0     | 0             | 0      |
| 3. | Samoa              | 0      | 0     | 0      | 0     | 0             | 0     | 0             | 0      |
| 4. | Vereinigte Staaten | 0      | 0     | 0      | 0     | 0             | 0     | 0             | 0      |

| 22. August 2025 | England | v | Vereinigte Staaten | Stadium of Light, Sunderland |
| 22. August 2025 |         |   |                    | Stadium of Light, Sunderland |

| 23. August 2025 | Australien | v | Samoa | Salford Community Stadium, Manchester |
| 23. August 2025 |            |   |       | Salford Community Stadium, Manchester |

| 30. August 2025 | England | v | Samoa | Franklin’s Gardens, Northampton |
| 30. August 2025 |         |   |       | Franklin’s Gardens, Northampton |

| 30. August 2025 | Vereinigte Staaten | v | Australien | York Community Stadium, York |
| 30. August 2025 |                    |   |            | York Community Stadium, York |

| 6. September 2025 | Vereinigte Staaten | v | Samoa | York Community Stadium, York |
| 6. September 2025 |                    |   |       | York Community Stadium, York |

| 6. September 2025 | England | v | Australien | Falmer Stadium, Brighton and Hove |
| 6. September 2025 |         |   |            | Falmer Stadium, Brighton and Hove |

### Gruppe B
|    | Land       | Spiele | Siege | Unent. | Ndlg. | Spiel- punkte | Diff. | Bonus- punkte | Punkte |
| -- | ---------- | ------ | ----- | ------ | ----- | ------------- | ----- | ------------- | ------ |
| 1. | Fidschi    | 0      | 0     | 0      | 0     | 0             | 0     | 0             | 0      |
| 2. | Kanada     | 0      | 0     | 0      | 0     | 0             | 0     | 0             | 0      |
| 3. | Schottland | 0      | 0     | 0      | 0     | 0             | 0     | 0             | 0      |
| 4. | Wales      | 0      | 0     | 0      | 0     | 0             | 0     | 0             | 0      |

| 23. August 2025 | Schottland | v | Wales | Salford Community Stadium, Manchester |
| 23. August 2025 |            |   |       | Salford Community Stadium, Manchester |

| 23. August 2025 | Kanada | v | Fidschi | York Community Stadium, York |
| 23. August 2025 |        |   |         | York Community Stadium, York |

| 30. August 2025 | Kanada | v | Wales | Salford Community Stadium, Manchester |
| 30. August 2025 |        |   |       | Salford Community Stadium, Manchester |

| 30. August 2025 | Schottland | v | Fidschi | Salford Community Stadium, Manchester |
| 30. August 2025 |            |   |         | Salford Community Stadium, Manchester |

| 6. September 2025 | Kanada | v | Schottland | Sandy Park, Exeter |
| 6. September 2025 |        |   |            | Sandy Park, Exeter |

| 6. September 2025 | Wales | v | Fidschi | Sandy Park, Exeter |
| 6. September 2025 |       |   |         | Sandy Park, Exeter |

### Gruppe C
|    | Land       | Spiele | Siege | Unent. | Ndlg. | Spiel- punkte | Diff. | Bonus- punkte | Punkte |
| -- | ---------- | ------ | ----- | ------ | ----- | ------------- | ----- | ------------- | ------ |
| 1. | Irland     | 0      | 0     | 0      | 0     | 0             | 0     | 0             | 0      |
| 2. | Japan      | 0      | 0     | 0      | 0     | 0             | 0     | 0             | 0      |
| 3. | Neuseeland | 0      | 0     | 0      | 0     | 0             | 0     | 0             | 0      |
| 4. | Spanien    | 0      | 0     | 0      | 0     | 0             | 0     | 0             | 0      |

| 24. August 2025 | Irland | v | Japan | Franklin’s Gardens, Northampton |
| 24. August 2025 |        |   |       | Franklin’s Gardens, Northampton |

| 24. August 2025 | Neuseeland | v | Spanien | York Community Stadium, York |
| 24. August 2025 |            |   |         | York Community Stadium, York |

| 31. August 2025 | Irland | v | Spanien | Franklin’s Gardens, Northampton |
| 31. August 2025 |        |   |         | Franklin’s Gardens, Northampton |

| 31. August 2025 | Neuseeland | v | Japan | Sandy Park, Exeter |
| 31. August 2025 |            |   |       | Sandy Park, Exeter |

| 7. September 2025 | Japan | v | Spanien | York Community Stadium, York |
| 7. September 2025 |       |   |         | York Community Stadium, York |

| 7. September 2025 | Neuseeland | v | Irland | Falmer Stadium, Brighton and Hove |
| 7. September 2025 |            |   |        | Falmer Stadium, Brighton and Hove |

### Gruppe D
|    | Land       | Spiele | Siege | Unent. | Ndlg. | Spiel- punkte | Diff. | Bonus- punkte | Punkte |
| -- | ---------- | ------ | ----- | ------ | ----- | ------------- | ----- | ------------- | ------ |
| 1. | Brasilien  | 0      | 0     | 0      | 0     | 0             | 0     | 0             | 0      |
| 2. | Frankreich | 0      | 0     | 0      | 0     | 0             | 0     | 0             | 0      |
| 3. | Italien    | 0      | 0     | 0      | 0     | 0             | 0     | 0             | 0      |
| 4. | Südafrika  | 0      | 0     | 0      | 0     | 0             | 0     | 0             | 0      |

| 23. August 2025 | Frankreich | v | Italien | Sandy Park, Exeter |
| 23. August 2025 |            |   |         | Sandy Park, Exeter |

| 24. August 2025 | Südafrika | v | Brasilien | Franklin’s Gardens, Northampton |
| 24. August 2025 |           |   |           | Franklin’s Gardens, Northampton |

| 31. August 2025 | Italien | v | Südafrika | York Community Stadium, York |
| 31. August 2025 |         |   |           | York Community Stadium, York |

| 31. August 2025 | Frankreich | v | Brasilien | Sandy Park, Exeter |
| 31. August 2025 |            |   |           | Sandy Park, Exeter |

| 7. September 2025 | Italien | v | Brasilien | Franklin’s Gardens, Northampton |
| 7. September 2025 |         |   |           | Franklin’s Gardens, Northampton |

| 7. September 2025 | Frankreich | v | Südafrika | Franklin’s Gardens, Northampton |
| 7. September 2025 |            |   |           | Franklin’s Gardens, Northampton |

## Finalrunde
|  | Viertelfinale            | Viertelfinale            |                  |                         | Halbfinale              | Halbfinale |  |  | Finale                  | Finale                  |
|  |                          |                          |                  |                         |                         |            |  |  |                         |                         |
|  | 13. September in Exeter  |                          |                  |                         |                         |            |  |  |                         |                         |
|  | Erster Gruppe C          |                          |                  |                         |                         |            |  |  |                         |                         |
|  | 19. September in Bristol |                          |                  |                         |                         |            |  |  |                         |                         |
|  | Zweiter Gruppe D         |                          |                  |                         |                         |            |  |  |                         |                         |
|  | Viertelfinale 1          |                          |                  |                         |                         |            |  |  |                         |                         |
|  |                          |                          |                  |                         |                         |            |  |  |                         |                         |
|  |                          | Viertelfinale 2          |                  |                         |                         |            |  |  |                         |                         |
|  | Erster Gruppe B          |                          |                  |                         |                         |            |  |  |                         |                         |
|  |                          |                          |                  |                         |                         |            |  |  |                         |                         |
|  | Zweiter Gruppe A         |                          |                  | 27. September in London | 27. September in London |            |  |  |                         |                         |
|  | 13. September in Bristol | 13. September in Bristol | Sieger HF 1      |                         |                         |            |  |  |                         |                         |
|  | 14. September in Exeter  | 14. September in Exeter  |                  | Sieger HF 2             |                         |            |  |  |                         |                         |
|  | Erster Gruppe D          |                          |                  |                         |                         |            |  |  |                         |                         |
|  | Zweiter Gruppe C         |                          |                  |                         |                         |            |  |  |                         |                         |
|  | Viertelfinale 3          |                          |                  |                         |                         |            |  |  |                         |                         |
|  |                          |                          | Spiel um Platz 3 |                         |                         |            |  |  |                         |                         |
|  |                          | Viertelfinale 4          |                  |                         |                         |            |  |  |                         |                         |
|  | Erster Gruppe A          |                          | Verlierer HF 1   |                         |                         |            |  |  |                         |                         |
|  | Erster Gruppe A          | 20. September in Bristol | Verlierer HF 1   |                         |                         |            |  |  |                         |                         |
|  | Zweiter Gruppe B         |                          |                  | Verlierer HF 2          |                         |            |  |  |                         |                         |
|  | Zweiter Gruppe B         |                          |                  | Verlierer HF 2          |                         |            |  |  |                         |                         |
|  | 14. September in Bristol | 14. September in Bristol |                  |                         |                         |            |  |  | 27. September in London | 27. September in London |

### Viertelfinale
| 13. September 2025 | Erster Gruppe C | v | Zweiter Gruppe D | Sandy Park, Exeter |
| 13. September 2025 |                 |   |                  | Sandy Park, Exeter |

| 13. September 2025 | Erster Gruppe B | v | Zweiter Gruppe A | Ashton Gate Stadium, Bristol |
| 13. September 2025 |                 |   |                  | Ashton Gate Stadium, Bristol |

| 14. September 2025 | Erster Gruppe D | v | Zweiter Gruppe C | Sandy Park, Exeter |
| 14. September 2025 |                 |   |                  | Sandy Park, Exeter |

| 14. September 2025 | Erster Gruppe A | v | Zweiter Gruppe B | Ashton Gate Stadium, Bristol |
| 14. September 2025 |                 |   |                  | Ashton Gate Stadium, Bristol |

### Halbfinale
| 19. September 2025 | Viertelfinale 1 | v | Viertelfinale 2 | Ashton Gate Stadium, Bristol |
| 19. September 2025 |                 |   |                 | Ashton Gate Stadium, Bristol |

| 20. September 2025 | Viertelfinale 3 | v | Viertelfinale 4 | Ashton Gate Stadium, Bristol |
| 20. September 2025 |                 |   |                 | Ashton Gate Stadium, Bristol |

### Spiel um Platz 3
| 27. September 2025 | Verlierer HF 1 | v | Verlierer HF 2 | Twickenham Stadium, London |
| 27. September 2025 |                |   |                | Twickenham Stadium, London |

### Finale
| 27. September 2025 | Sieger HF 1 | v | Sieger HF 2 | Twickenham Stadium, London |
| 27. September 2025 |             |   |             | Twickenham Stadium, London |